# Luis Miguel Santillana
Luis Miguel Santillana Fraile (Barcellona, 13 agosto 1951) è un ex cestista spagnolo.

## Carriera
Con la Spagna disputò due edizioni dei Giochi olimpici (Giochi olimpici di Monaco 1972, Mosca 1980), i Campionati mondiali del 1974 e cinque edizioni dei Campionati europei (1971, 1973, 1975, 1977, 1979).

## Palmarès
- Campionato spagnolo: 2

Joventut Badalona: 1977-78
Barcellona: 1982-83
- Copa del Rey: 3

Joventut Badalona: 1969, 1976
Barcellona: 1983
- Liga catalana: 2

Barcellona: 1982, 1983
- Coppa Korać: 1

Joventut Badalona: 1980-81